# 塞尔-朗索
塞尔-朗索（法語：Sère-Lanso，法語發音：[sɛʁ lɑ̃so]）是法国上比利牛斯省的一个市镇，属于阿热莱斯加佐斯特区。该市镇于1846年由原市镇塞尔（Sère）和朗索（Lanso）合并而成。

## 地理
塞尔-朗索（43°4'9"N, 0°0'34"E）面积4.27 平方千米，位于法国奧克西塔尼大區上比利牛斯省，该省份为法国西南部内陆省份，北至热尔省，西接大西洋比利牛斯省，南与西班牙接壤，东临上加龙省。
与塞尔-朗索接壤的市镇（或旧市镇、城区）包括：莱桑格勒、阿尔罗代特埃昂格莱、阿尔蒂格、舍斯、然卡拉斯。
塞尔-朗索的时区为UTC+01:00、UTC+02:00（夏令时）。

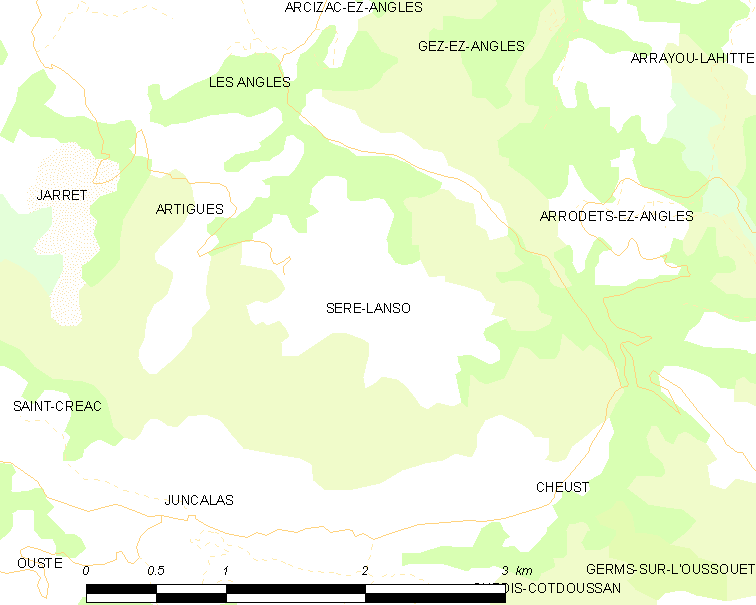
塞尔-朗索的OSM定位图

## 行政
塞尔-朗索的邮政编码为65100，INSEE市镇编码为65421。

## 政治
塞尔-朗索所属的省级选区为卢尔德第二县。

## 人口

1962-2008年间塞尔-朗索人口变化图示

塞尔-朗索于2022年1月1日时的人口数量为41人。